# Gentiana boissieri
Gentiana boissieri là một loài thực vật có hoa trong họ Long đởm. Loài này được Schott & Kotschy ex Boiss. mô tả khoa học đầu tiên năm 1875.